# Pisonia grandis

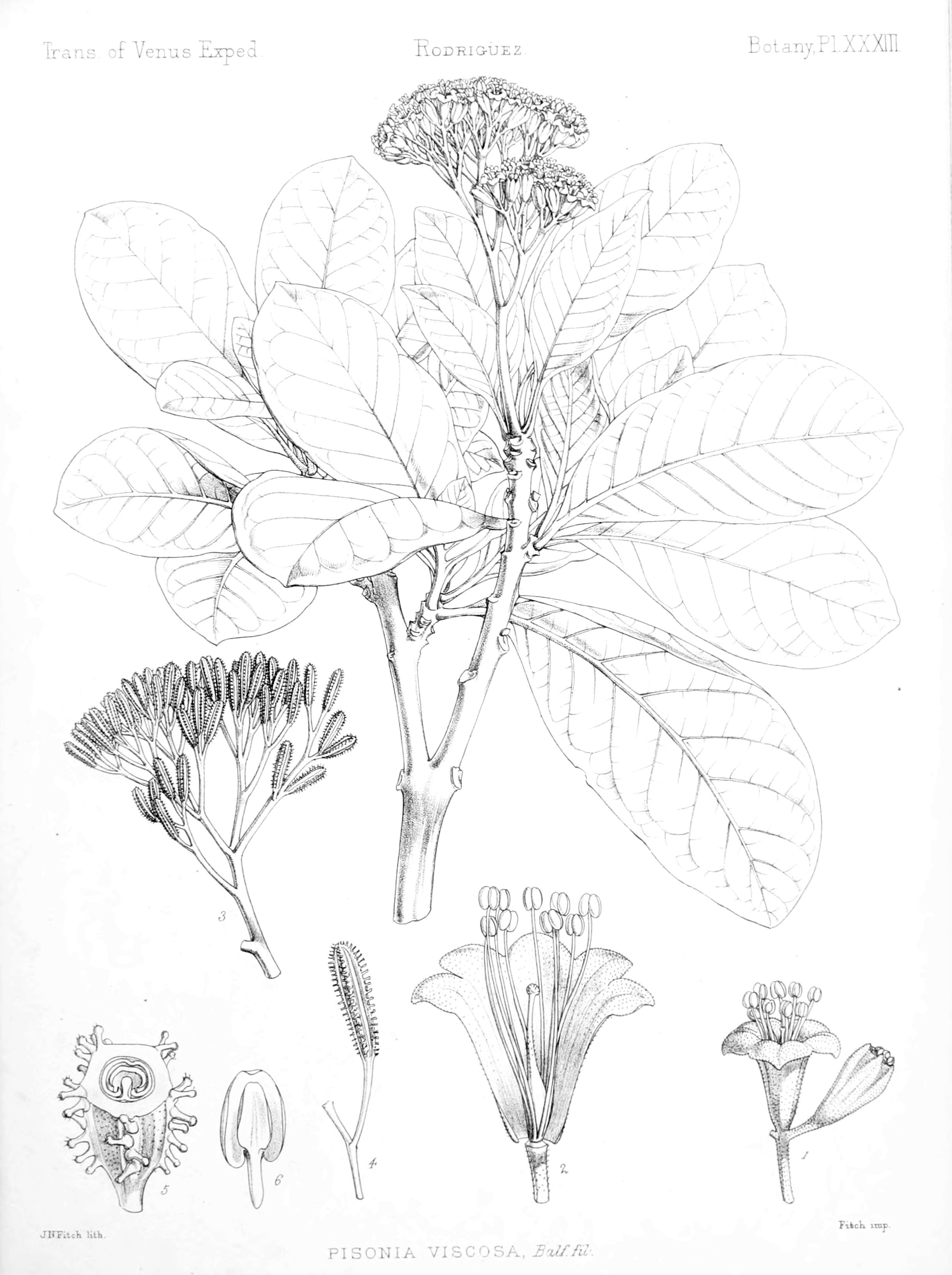
Illustration

Pisonia grandis ist eine Pflanzenart in der Familie der Wunderblumengewächse vom mittleren Ostafrika, Madagaskar, bis nach Indien, Malaysia, Indonesien, zu den Philippinen, Taiwan, dem östlichen Australien, Neuguinea bis nach Polynesien.

## Beschreibung
Pisonia grandis wächst als meist immergrüner, recht schnellwüchsiger Baum bis über 20 Meter hoch. Der Stammdurchmesser erreicht über 50 Zentimeter, selten bis über 1,5 Meter. Die Borke ist gräulich.
Die meist gegenständigen, einfachen Laubblätter sind kurz gestielt. Der Blattstiel ist bis 6 Zentimeter lang. Sie sind eiförmig bis verkehrt-eiförmig oder elliptisch, seltener leicht herzförmig, spitz bis zugespitzt, leicht ledrig, ganzrandig und werden bis zu 30 Zentimeter lang. Die Blätter sind schwach behaart bis kahl. Die Nebenblätter fehlen.
Pisonia grandis ist polygam-monözisch oder -diözisch mit zwittrigen Blüten. Es werden kleine, end- oder achselständige und schirmrispige Blütenstände gebildet. Die funktionell eingeschlechtlichen oder zwittrigen, duftenden, kleinen, kurz gestielten Blüten mit einfacher Blütenhülle sind weiß- oder gelb-grün bis grünlich. Es sind bis zu 4 Deckblätter vorhanden. Das rippige, 3,5–5 Millimeter lange und außen fein behaarte, leicht fleischige Perianth ist trichterförmig mit 5 kurzen Lappen, außen sind 5 Reihen mit schwarzen Drüsen. Die bis 6–10 etwas vorstehenden, an der Basis verwachsenen Staubblätter sind leicht ungleich lang. Der kurz gestielte, kahle Fruchtknoten mit kurzem Griffel ist oberständig. Die kopfige Narbe ist leicht fransig. Die männlichen Blüten besitzen einen gut entwickelten Pistillode, die etwas kleineren weiblichen, kleine Staminodien mit Antheroden. Es sind Nektarien vorhanden.
Die rippigen, etwa 1–1,4 Zentimeter langen, ledrigen und schmal verkehrt-eiförmigen, leicht behaarten, einsamigen Früchte, Achänen, im Perianth (Anthocarp, Scheinfrucht) sind klebrig-drüsig, mit kurzen, reihigen, klebrigen Stacheln. Sie ähneln einer Stachelkeule und der Klebstoff ist nicht wasserlöslich.
Die klebrigen Früchte bleiben oft an Vögeln kleben. Dies kann zum Tod der Tiere führen, wenn sie dadurch flugunfähig werden. Allerdings dient das Anhaften der Samen auch deren Ausbreitung.